# Audioslave (musikalbum)
Audioslave är Audioslaves debutalbum, utgivet den 19 november 2002. Albumet såldes i 162 000 exemplar första veckan. Fem singlar utgavs från albumet: "Cochise", "Like a Stone", "Show Me How to Live", "I Am the Highway" och "What You Are".

## Låtlista
All sångtext är skriven av Chris Cornell, alla låtar är komponerade av Audioslave.
| Nr           | Titel                    | Längd |
| ------------ | ------------------------ | ----- |
| 1.           | Cochise                  | 3:42  |
| 2.           | Show Me How to Live      | 4:38  |
| 3.           | Gasoline                 | 4:39  |
| 4.           | What You Are             | 4:09  |
| 5.           | Like a Stone             | 4:54  |
| 6.           | Set It Off               | 4:23  |
| 7.           | Shadow on the Sun        | 5:43  |
| 8.           | I Am the Highway         | 5:35  |
| 9.           | Exploder                 | 3:26  |
| 10.          | Hypnotize                | 3:27  |
| 11.          | Bring Em Back Alive      | 5:29  |
| 12.          | Light My Way             | 5:03  |
| 13.          | Getaway Car              | 4:59  |
| 14.          | The Last Remaining Light | 5:17  |
| Total längd: | Total längd:             | 65:26 |

## Medverkande
- Chris Cornell – sång
- Tim Commerford – basgitarr, bakgrundssång
- Brad Wilk – trummor
- Tom Morello – gitarr